# Giáo phận vương quyền Bamberg
Giám mục vương quyền Bamberg (tiếng Đức: Hochstift Bamberg; tiếng Anh: Prince-Bishopric of Bamberg) là một Nhà nước giáo hội của Đế chế La Mã Thần thánh. Giáo phận này được thành lập vào năm 1007 tại Thượng hội đồng ở Frankfurt, theo lệnh của Hoàng đế Heinrich II của Thánh chế La Mã để mở rộng hơn nữa sự ảnh hưởng của Cơ đốc giáo ở vùng đất Franconia. Các giám mục có được địa vị hoàng gia vào khoảng năm 1245, và cai trị các điền trang của họ với tư cách là Giám mục vương quyền cho đến khi lãnh thổ của giáo phận vị sáp nhập vào Tuyển hầu quốc Bayern trong thời kỳ Hòa giải Đức vào năm 1802.